# فريا ستافورد
فريا ستافورد (بالإنجليزية: Freya Stafford)‏ هي ممثلة أسترالية، ولدت في 21 يناير 1977 في هوبارت في أستراليا.

## وصلات خارجية
- فريا ستافورد على موقع IMDb (الإنجليزية)
- فريا ستافورد على موقع ألو سيني (الفرنسية)
- فريا ستافورد على موقع أول موفي (الإنجليزية)
- فريا ستافورد على موقع قاعدة بيانات الفيلم (الإنجليزية)
- فريا ستافورد على موقع كينوبويسك (الروسية)